# ANSI C
ANSI C (též C89 a C90 podle roku schválení) je v informatice označení standardů jazyka C publikovaných pod hlavičkou ANSI v roce 1989 a následně v roce 1990 přizpůsobení pod hlavičkou ISO/IEC (ISO/IEC 9989:1990). Vývoj aplikací s použitím standardizované verze jazyka umožňuje zajistit portabilitu vyvíjeného software mezi různými překladači a počítačovými platformami.

## Kompilátory podporující ANSI C
- Amsterdam Compiler Kit (C K&R a C89/90)
- ARM RealView
- Clang (LLVM backend)
- GCC (kompletní C89/90, C99 a C11)
- HP C/ANSI C compiler (C89 a C99)
- Intel C++ Compiler
- LabWindows/CVI
- LCC (kompilátor)
- OpenWatcom (C89/90 a částečně C99)
- Microsoft Visual C++ (C89/90 a částečně C99)
- Pelles C (C99 a C11, jen v prostředí Windows)